# Casa Lluís Paquín
La casa Lluís Paquín és un edifici d'estil modernista de Badalona (Barcelonès), obra de l'arquitecte Joan Amigó i Barriga, situada al costat de la casa i taller Joan Tolrà.

## Descripció
És un habitatge residencial, amb planta baixa, pis i golfes. Segueix el mateix estil que la casa Enric Mir, dins de l'estil modernista de la secessió de Viena. L'hi manca el ràfec.

## Història
Va ser edificada, probablement, vers l'any 1908. Se situa dins de la plana del Corb, espais on es construí l'eixample badaloní de la dècada de 1930, en una zona on hi trobem diferents obres d'Amigó, més o menys contemporànies com can Casacuberta, la casa Tolrà, o més tardanes com la casa Gafarel·lo…